# Оскар Торлакоф
Оскар Торлакоф (на испански: Óscar Torlacoff) е футболист от Уругвай. Играе като нападател за професионални отбори от Уругвай, Гватемала и Хондурас. Роден е на 22 декември 1973 г. в град Монтевидео, има български етнически произход.